# Karl Rühringer

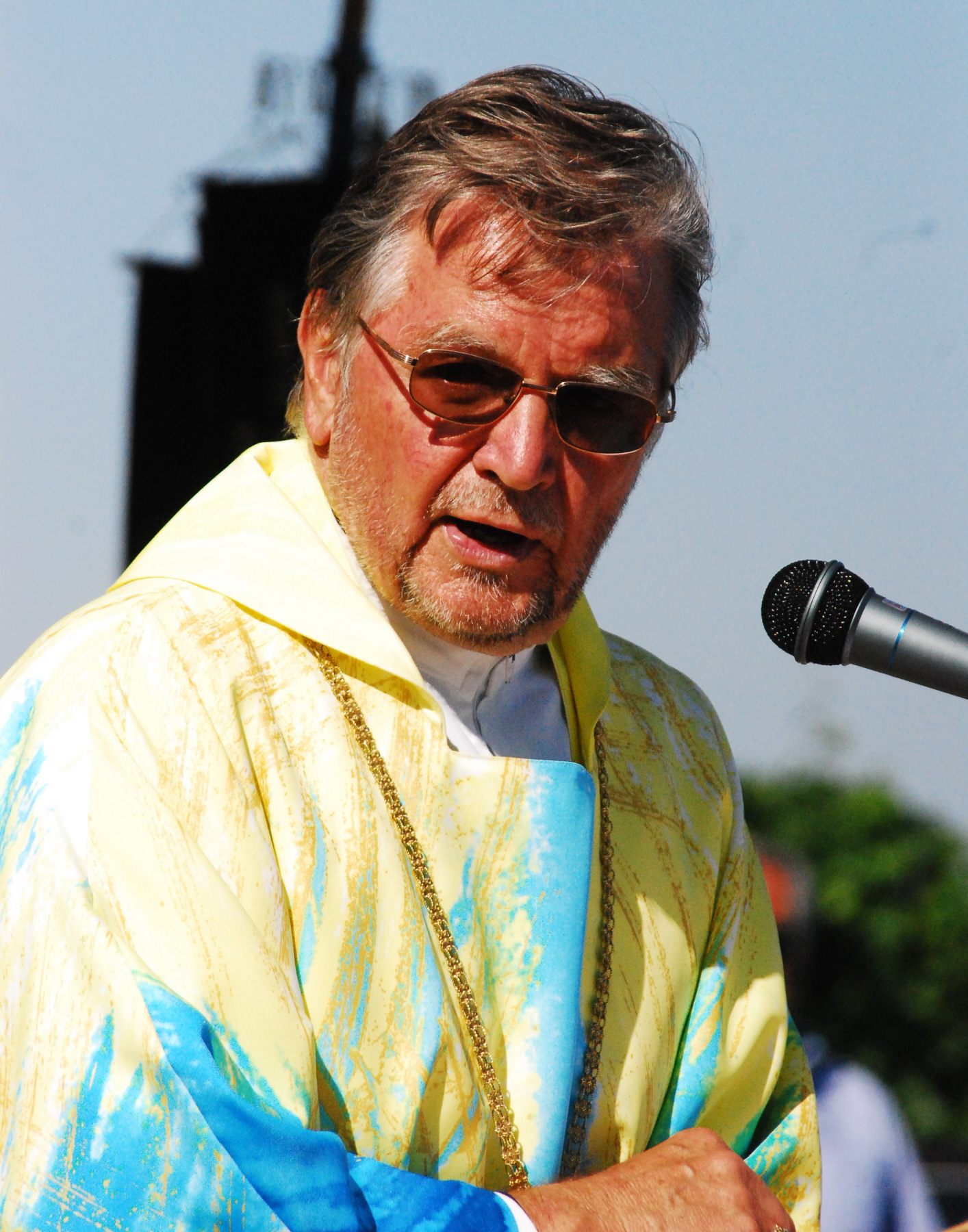
Karl Rühringer

Karl Rühringer (* 28. Jänner 1940 in Groß Tajax, Mähren) ist ein österreichischer römisch-katholischer Priester. Er war Domdekan zu St. Stephan und von 2001 bis 2011 Bischofsvikar des Vikariates Wien Stadt.

## Leben
Nach der Vertreibung seiner Familie aus der Tschechoslowakei wohnte er ab 1945 in Bernhardsthal. Er trat 1951 in das Knabenseminar Hollabrunn ein und maturierte 1959 am Bundesgymnasium Hollabrunn. Danach wechselte er in das Wiener Priesterseminar und studierte Theologie an der Universität Wien. Am 29. Juni 1965 wurde er im Wiener Stephansdom zum Priester geweiht.
Danach war er Kaplan in der Pfarre Großjedlersdorf in Wien und Substitut-Militärpfarrer in der Van-Swieten-Kaserne. 1972 wurde er Domkurat in St. Stephan und Zeremoniär des damaligen Weihbischofs Jakob Weinbacher.
1981 war er ein Jahr lang Kaplan im Wiener Stephansdom.
Von 1982 bis 1994 war er Kirchenrektor des Instituts Sacré Cœur in Pressbaum.
1994 wurde er Pfarrer von St. Nikolaus in Wien-Inzersdorf.
Am 7. Juni 2001 wurde er von Kardinal Christoph Schönborn zum Bischofsvikar des Vikariates Wien-Stadt ernannt, seine Amtszeit wurde 2006 um weitere fünf Jahre verlängert. Im Rahmen seiner Tätigkeit als Bischofsvikar ist Rühringer Kanoniker des Domkapitels St. Stephan sowie Domkapitular zu St. Stephan.
Seit 2005 leitet er die Lange Nacht der Kirchen in Wien. Seit dem 1. September 2007 ist Rühringer Domdekan des Wiener Metropolitan- und Domkapitels. Seit dem 1. September 2011, an dem Rühringers Amtszeit als Bischofsvikar endete, ist dies die einzige Tätigkeit, die Rühringer noch aktiv ausübt.
Am 3. Mai 2013 wurde er mit dem Großen Silbernen Ehrenzeichen für Verdienste um das Land Wien ausgezeichnet und am 14. Juni 2017 mit dem Großen Silbernen Ehrenzeichen für Verdienste um die Republik Österreich.